# Judith Wiesner
Judith Wiesner (Hallein, 2 de março de 1966) é uma ex-tenista profissional austríaca.